# Calle de la Judería Vieja
La calle de la Judería Vieja es una vía pública de la ciudad española de Segovia.

## Descripción
La vía, parte de la Judería de Segovia, discurre desde el punto en el que se encuentran la calle de San Frutos y la de Santa Ana hasta la plaza del Corpus. Aparece descrita en Las calles de Segovia (1918) de Mariano Sáez y Romero con las siguientes palabras:

Judería Vieja.—Va desde la plazuela del Corpus a la calle del Sol. Es una calle corta y estrecha que conduce a la Puerta del Sol en el Paseo del Sol. Así como la Judería Nueva estaba cerca de la Sinagoga menor, la Judería Vieja lo está de lo que fué Sinagoga mayor, hasta que en 1410, por el milagro de la Hostia, se transformó en iglesia católica. Los judíos que habitaban en Segovia eran ricos y numerosos, teniendo que abonar al Obispo 30 dineros en oro por persona y año, en memoria de los dineros de judíos. Eran trabajadores y dedicados en su mayoría al comercio, lo que tanta fama les ha dado, perdiendo algo Segovia con la expulsión de esta raza por los Reyes Católicos. En esta calle hubo en tiempos, empotrada en la pared, una de las piedras llamadas marranas, por figurar toscamente la parte posterior de este animal.
(Sáez y Romero, 1918, p. 103)